# Karjala Cup 2023
Karjala Cup 2023 se konal od 9. do 12. listopadu 2023 v Tampere. Turnaje se účastnily reprezentace Česka, Švýcarska, Finska a Švédska. Pět utkání se odehrálo v Nokia Aréně, v Tampere. Zápas mezi Švédskem a Českem ve VIDA Aréně ve Växjö.

## Zápasy
| 9. listopadu 2023 17:30 | Švýcarsko | 0 : 4 (0:2, 0:0, 0:2) | Finsko | Nokia Arena, Tampere Návštěvnost: 7 875 |  |

| Report     |            |                 | |                                                                           |
| Reto Berra | Reto Berra | Brankáři        | Christian Heljanko                                                                                                | Rozhodčí: Jakub Šindel Mikael Holm Čároví: Ludvig Lundgren Tommi Niittylä |
|            |            | 0:1 0:2 0:3 0:4 | 06:46' Kuokkanen (Vesalainen) 16:01' Suomela 47:15' Suomela (Oksanen) 55:58' Suomela (Oksanen, do prázdné branky) | Rozhodčí: Jakub Šindel Mikael Holm Čároví: Ludvig Lundgren Tommi Niittylä |
| 2 min      | 2 min      | Tresty          | 4 min | Rozhodčí: Jakub Šindel Mikael Holm Čároví: Ludvig Lundgren Tommi Niittylä |
| 25         | 25         | Střely          | 20 | Rozhodčí: Jakub Šindel Mikael Holm Čároví: Ludvig Lundgren Tommi Niittylä |

| 9. listopadu 2023 19:00 | Švédsko | 2 : 5 (0:4, 1:1, 1:0) | Česko | VIDA Arena, Växjö Návštěvnost: 5 750 |  |

| Report                                                            |                                                                   |                             | |                                                                               |
| Carl Lindbom (od 16. minuty Linus Söderström)                     | Carl Lindbom (od 16. minuty Linus Söderström)                     | Brankáři                    | Jakub Málek | Rozhodčí: Riku Brander Stefan Hürlimann Čároví: Anders Nyqvist Gustav Jonsson |
| Heed (Ejdsell, Rasmussen) 28:26' Ejdsell (Persson, Alsing) 48:58' | Heed (Ejdsell, Rasmussen) 28:26' Ejdsell (Persson, Alsing) 48:58' | 0:1 0:2 0:3 0:4 1:4 1:5 2:5 | 01:42' Lenc (Tomášek) 04:28' Tomášek (Lenc, Zábranský ml.) 10:42' Flek (Zábranský ml., Kodýtek) 15:16' Sedlák (Řepík) 30:41' Kubík | Rozhodčí: Riku Brander Stefan Hürlimann Čároví: Anders Nyqvist Gustav Jonsson |
| 4 min                                                             | 4 min                                                             | Tresty                      | 4 min | Rozhodčí: Riku Brander Stefan Hürlimann Čároví: Anders Nyqvist Gustav Jonsson |
| 28                                                                | 28                                                                | Střely                      | 35 | Rozhodčí: Riku Brander Stefan Hürlimann Čároví: Anders Nyqvist Gustav Jonsson |

| 11. listopadu 2023 12:00 | Švédsko | 4 : 3 (2:0, 1:1, 1:2) | Švýcarsko | Nokia Arena, Tampere Návštěvnost: 2 484 |  |

| Report | |                             |                                                                                       |                                                             |
| Carl Lindbom | Carl Lindbom | Brankáři                    | Sandro Aeschlimann (od 24. minuty Joren van Pottelberghe)                             | Rozhodčí: Jakub Šindel Mikko Kaukokari Čároví: Joni Pekkala |
| Kempe (Sylvegård, Johansson) 17:59' Friberg (Eklind) 19:04' Frödén (Nygärd, Kempe) 23:29' Lindberg (Ejdsell, Sylvegård) 49:13' | Kempe (Sylvegård, Johansson) 17:59' Friberg (Eklind) 19:04' Frödén (Nygärd, Kempe) 23:29' Lindberg (Ejdsell, Sylvegård) 49:13' | 1:0 2:0 3:0 3:1 3:2 4:2 4:3 | 37:27' Thürkauf (Richard) 46:54' Kukan (Martschini) 54:28' Richard (Martschini, Egli) | Rozhodčí: Jakub Šindel Mikko Kaukokari Čároví: Joni Pekkala |
| 8 min | 8 min | Tresty                      | 6 min                                                                                 | Rozhodčí: Jakub Šindel Mikko Kaukokari Čároví: Joni Pekkala |
| 23 | 23 | Střely                      | 30                                                                                    | Rozhodčí: Jakub Šindel Mikko Kaukokari Čároví: Joni Pekkala |

| 11. listopadu 2023 16:00 | Finsko | 3 : 7 (1:3, 2:2, 0:2) | Česko | Nokia Arena, Tampere Návštěvnost: 11 159 |  |

| Report                                                                                       |                                                                                              |                                         | |                                                                            |
| Roope Taponen                                                                                | Roope Taponen                                                                                | Brankáři                                | Jakub Málek | Rozhodčí: Mikael Holm Stefan Hürlimann Čároví: Dario Fuchs Ludvig Lundgren |
| Huuhtanen (Björninen) 13:34' Suomela (Repo, Oksanen) 25:10' Erholtz (Jääskä, Mattila) 27:15' | Huuhtanen (Björninen) 13:34' Suomela (Repo, Oksanen) 25:10' Erholtz (Jääskä, Mattila) 27:15' | 0:1 0:2 0:3 1:3 2:3 3:3 3:4 3:5 3:6 3:7 | 03:55' Voženílek (Filippi, Tomášek) 10:42' Stránský (Sedlák, Kovařčík) 12:45' Voženílek (Galvas, Jandus) 36:34' Tomášek (Filippi, Voženílek) 37:38' Stránský (Kovařčík) 51:03' Tomášek (Lenc, Kousal) 54:43' Lenc (do prázdné branky) | Rozhodčí: Mikael Holm Stefan Hürlimann Čároví: Dario Fuchs Ludvig Lundgren |
| 4 min                                                                                        | 4 min                                                                                        | Tresty                                  | 8 min | Rozhodčí: Mikael Holm Stefan Hürlimann Čároví: Dario Fuchs Ludvig Lundgren |
| 16                                                                                           | 16                                                                                           | Střely                                  | 27 | Rozhodčí: Mikael Holm Stefan Hürlimann Čároví: Dario Fuchs Ludvig Lundgren |

| 12. listopadu 2023 12:00 | Česko | 1 : 0 (1:0, 0:0, 0:0) | Švýcarsko | Nokia Arena, Tampere Návštěvnost: 2 459 |  |

| Report                         |                                |          |            |                                                                         |
| Dominik Pavlát                 | Dominik Pavlát                 | Brankáři | Reto Berra | Rozhodčí: Joonas Kova Mikael Holm Čároví: Jussi Thomann Ludvig Lundgren |
| Lenc (Špaček, Stránský) 17:14' | Lenc (Špaček, Stránský) 17:14' | 1:0      |            | Rozhodčí: Joonas Kova Mikael Holm Čároví: Jussi Thomann Ludvig Lundgren |
| 6 min                          | 6 min                          | Tresty   | 8 min      | Rozhodčí: Joonas Kova Mikael Holm Čároví: Jussi Thomann Ludvig Lundgren |
| 24                             | 24                             | Střely   | 26         | Rozhodčí: Joonas Kova Mikael Holm Čároví: Jussi Thomann Ludvig Lundgren |

| 12. listopadu 2023 16:00 | Finsko | 2 : 4 (1:2, 0:2, 1:0) | Švédsko | Nokia Arena, Tampere Návštěvnost: 11 642 |  |

| Report                                                                     |                                                                            |                         | |  |
| Christian Heljanko                                                         | Christian Heljanko                                                         | Brankáři                | Daniel Marmenlind |  |
| Borgström (Erlholtz, Vittasmäki) 03:52' Jääskä (Huuhtanen, Riikola) 58:00' | Borgström (Erlholtz, Vittasmäki) 03:52' Jääskä (Huuhtanen, Riikola) 58:00' | 1:0 1:1 1:2 1:3 1:4 2:4 | 10:58' Kempe (Bengtsson, Alsing) 18:31' Lindberg (Heed, Frödén) 27:46' Kempe (Hansson, Johansson) 29:48' Sylvegård (Ejdsell, Hardegärd) |  |
| 6 min                                                                      | 6 min                                                                      | Tresty                  | 12 min |  |
| 25                                                                         | 25                                                                         | Střely                  | 21 |  |

## Tabulka
| Poř. | Tým       | Z | V | VP | PP | P | VG | OG | B |
| ---- | --------- | - | - | -- | -- | - | -- | -- | - |
| 1.   | Česko     | 3 | 3 | 0  | 0  | 0 | 13 | 5  | 9 |
| 2.   | Švédsko   | 3 | 2 | 0  | 0  | 1 | 10 | 10 | 6 |
| 3.   | Finsko    | 3 | 1 | 0  | 0  | 2 | 9  | 11 | 3 |
| 4.   | Švýcarsko | 3 | 0 | 0  | 0  | 3 | 3  | 9  | 0 |